# Azadschahr (Verwaltungsbezirk)
Azadschahr (persisch شهرستان آزادشهر) ist ein Schahrestan in der Provinz Golestan im Iran. Er enthält die Stadt Azadschahr, welche die Hauptstadt des Verwaltungsbezirks ist. 

## Kreise
- Zentral (بخش مرکزی)
- Chesmehsaran (بخش چشمه ساران)

## Demografie
Bei der Volkszählung 2016 betrug die Einwohnerzahl des Schahrestan 96.803. Die Alphabetisierung lag bei 85 Prozent der Bevölkerung. Knapp 57 Prozent der Bevölkerung lebten in urbanen Regionen.
| Zensusjahr | Einwohnerzahl |
| ---------- | ------------- |
| 2011       | 91.767        |
| 2016       | 96.803        |